# Milada Kalezić
Milada Kalezić, slovenska gledališka in filmska igralka črnogorskega rodu, * 1954, Rova, Črna gora.

## Življenjepis
Rodila se je v Črni gori in njena družina se je zaradi očetove službe veliko selila in se nazadnje ustalila v Mariboru, kjer je Milada končala osnovno šolo in gimnazijo. V tretjem letniku gimnazije je začela sodelovati pri ljubiteljskem društvu Slava Klavora.
Na AGRFT je bila sprejeta skupaj s svojim bodočim možem Petrom Boštjančičem.
V sezoni 1976/1977 je postala stalna članica SLG Celje in tam v šestindvajsetih letih odigrala veliko nepozabnih in nagrajenih vlog (Darinka v Šeligovi drami Čarovnici iz Zgornje Davče, Laura v Williamsovi Stekleni menažeriji, naslovna vloga v Zajčevi Medeji, Helena Alvingova v Ibsenovih Strahovih, markiza Merteuil v Müllerjevi Eksploziji spomina, Katarina v Shakespearjevi Ukročeni trmoglavki ...). V sezoni 2002/2003 je na povabilo Sama M. Strelca postala članica SNG Maribor, s katerim je kot gostja bila sodelovala že v Šedlbauerjevi uprizoritvi Millerjeve drame Lov na čarovnice.
Milada Kalezić je pravoslavka.

## Vloge

### Gledališče
Med drugim je nastopila v naslednjih vlogah:
- Plemeniti meščan (Gospa Jourdain)
- Intimni avtoportret Fride Kahlo (Frida Kahlo Persona)
- Pornoskop ali kaj je videl batler (Gospa Prentice)
- Peer Gynt (Aase)
- Ta mračni predmet poželenja (Encarnación Perez, Conchitina mama/Teta)
- Janko in Metka (Mati)
- Goga, čudovito mesto (Afra, Igralka, Tereza)
- Sedem nadstropij (Charlotte, Lillian)

### Filmi[1][4]
- To so gadi (1977)
- Prestop (1980)
- Trije prispevki k slovenski blaznosti
- Veter v mreži (1989)
- Radio.doc (1995)
- Varuh meje (2002)
- Pesnikov portret z dvojnikom (2002)
- Outsider (1997)

## Nagrade[1]
- Študentska Prešernova nagrada, 1978
- Zlati lovorov venec, Sarajevo 1978
- Nagrada za mlado igralko, Novi Sad 1978
- Nagrada za mlado igralko na Borštnikovem srečanju za vlogo Darinke v uprizoritvi Čarovnica iz Zgornje Davče – SLG Celje, 1978
- Nagrada Združenja dramskih umetnikov Slovenije, 1978
- Borštnikova nagrada za vlogo Lee v uprizoritvi Sestri – SLG Celje, 1982
- Nagrada mesta Celje, 1984
- Nagrada Združenja dramskih umetnikov Slovenije
- Nagrada Prešernovega sklada, 1998
- Borštnikova nagrada za vlogo Elizabethe Proctor v uprizoritvi Lov na čarovnice, 1998
- Nagrada Veljko Maričič za glavno žensko vlogo Phyllis Hogan v uprizoritvi Debeluhi v krilcih, Reka 2004
- Glazerjeva listina, 2010
- Borštnikov prstan, 2011